# Ꜷ
| 大文字 |  | 小文字 |
| 大文字 |  | 小文字 |

Ꜷ,ꜷは、ラテン文字の一つ。AとUの合字である。

## 各言語における用法
古ノルド語では[ø]を表す。

## コンピューター
UnicodeではꜶの大文字はA736に、小文字はA737に収録されている。